# Dactylaena
Dactylaena é um género botânico pertencente à família Capparaceae.

## Espécies
1. ↑  «Dactylaena — World Flora Online». www.worldfloraonline.org. Consultado em 19 de agosto de 2020